# Billaea triangulifera
Billaea triangulifera là một loài ruồi trong họ Tachinidae.